# 폴란드 총리
폴란드 각료회의 의장(폴란드어: Prezes Rady Ministrów), 통칭 폴란드 총리(폴란드어: premier)는 폴란드의 내각수반이자 정부수반이다. 현행 총리직의 책임과 전통은 폴란드 제3공화국 성립과 함께 발생했고 1997년 제정된 헌법으로 규정됐다. 헌법에 따라 대통령이 총리를 지명하고 임명하면 총리는 내각 구성을 제안한다. 총리는 임명 후 14일 내에 정부 의제를 요약한 프로그램을 하원에 제출해야 한다. 또한 의회의 신임 투표를 필요로 한다. 과거 대통령직과 총리직의 권한을 두고 분쟁이 있었다.
현직은 2023년 12월 13일 취임한 시민연단(PO) 소속의 도날트 투스크다.

## 같이 보기
- 폴란드의 총리 목록